# Guillaume Berteloot
Pour les articles homonymes, voir Berteloot.
Guillaume Berteloot, né en 1964, est un dessinateur de bande dessinée français. Il emploie aussi le pseudonyme d'Hugdebert.

## Biographie
Guillaume Berteloot est le fils d'un architecte. Il est ensuite formé à un atelier de dessin et suit des cours du soir ; à l'âge de 20 ans, le dessin devient son activité professionnelle. Installé aux alentours de Nantes, il rejoint en 2010 un collectif de dessinateurs travaillant pour les Éditions du Triomphe. Il réalise notamment des illustrations pour des récits sur De Lattre de Tassigny, les Cadets de Saumur, Pie XII. Il est également l'auteur d'un album, La Guerre des tranchées, sur la Première Guerre mondiale, publié en 2015. Afin de se documenter sur chaque récit proposé, l'artiste a besoin de six à huit mois pour livrer ses dessins,. Il emploie un « style classique, avec une ligne claire ».

## Œuvres
- Aurélia, scénario de Jean-Marie Beurq et Bruno Lapeyre, dessins de Guillaume Berteloot, Juste Pour Lire Éditions

1. Le Réveil d'une malédiction, 2009  (ISBN 978-2-361-51000-8)

- Avec le Maréchal Leclerc, scénario de Patrick de Gmeline, dessins de Guillaume Berteloot, Editions du Triomphe, collection le vent de l'Histoire, 2017  (ISBN 978-2-84378-568-9)
- Avec de Lattre de Tassigny, scénario de Patrick de Gmeline, dessins de Guillaume Berteloot, Éditions du Triomphe, collection Le vent de l'Histoire, 2011  (ISBN 978-2-84378-434-7)
- Avec les cadets de Saumur - Juin 1940, scénario de Patrick de Gmeline, dessins de Guillaume Berteloot, Éditions du Triomphe, collection Le vent de l'Histoire, 2010  (ISBN 978-2-84378-381-4)
- La Gendarmerie, scénario de François Cathala et Benoît Haberbusch, dessins de Guillaume Berteloot, Éditions du Triomphe, collection Le vent de l'Histoire

1. De la Guerre de Cent ans au Premier empire, 2012  (ISBN 978-2-84378-450-7)

- Ketchup Boy, scénario de Gilles Poussin, dessins de Guillaume Berteloot, L'Atalante, collection Flambant neuf 2008  (ISBN 978-2-84172-447-5)
- Pie XII - Un Pape dans la tourmente, scénario de Patrick Deschamps et Ludwig Von Bomhard, dessins de Guillaume Berteloot, Éditions du Triomphe, collection Le vent de l'Histoire, 2011  (ISBN 978-2-84378-414-9)
- Les Seigneurs du rail - La Suie et la douleur, scénario et dessins de Guillaume Berteloot, Glénat, 1992
- Sommet en vue, scénario de Jean-Philippe Rigaud, dessins de Guillaume Berteloot, ZEISS, 2000  (ISBN 2-911333-12-8)
- Un Jour, une fleur – La contraception, aujourd'hui, scénario de Jean-Louis Fonteneau, dessins de Guillaume Berteloot, Schering S.A.,  (ISBN 2-9509064-5-1)
- Avec le Padre, scénario de Michel de Peyret, dessins de Guillaume Berteloot, Éditions du Triomphe, 2015